# Bisenzio (sito archeologico)
Bisenzio, o meglio Bisenzo, era il nome di un'antica città sulle sponde del lago di Bolsena, che fu definitivamente abbandonata nel 1816 a causa della malaria.

## Il sito
A circa 3 km da Capodimonte, sulla sponda meridionale del lago di Bolsena, si trova un promontorio montuoso sul quale era ubicato l'insediamento di Bisenzo (Bisentium o Visentium), abitato fin dall'età del bronzo finale, ma oggi disabitato. L'antica città di Bisenzo ha dato il suo nome alla vicina isola Bisentina.

## La storia

Reperto etrusco ritrovato a Bisenzio: una società in miniatura danza attorno ad un essere mostruoso; si riconoscono guerrieri ed agricoltori, tra cui uno intento ad arare (Museo nazionale etrusco di Villa Giulia).

Nella prima età del ferro il centro occupava un'area di circa 100 ettari, rilevata rispetto al fondovalle assunse una certa importanza. In età etrusca Bisenzo era conosciuta per la produzione artigianale di calzature e ceramiche, oggi conservate nei musei di tutto il mondo. In questo periodo, si scontrò duramente con la città di Vulsinii (Orvieto) per il dominio del lago, scontro vinto da quest'ultima città che, infatti, impose il suo nome al lago stesso che, in seguito, i Romani chiamarono Lacus Volsiniensis. Il centro ebbe una certa importanza solo fino circa al 500 a.C.
Distrutta dai Romani, fu ricostruita e rimase un municipio nell'orbita della città di Vulci. Lo storico Gaio Plinio Cecilio Secondo la annoverava nell'elenco delle maggiori città etrusche. 
In età cristiana, Bisenzo fu sede vescovile. Distrutta e saccheggiata dai saraceni e dai longobardi, la sede vescovile fu spostata a Castro.
A seguito di tali eventi molti sopravvissuti si rifugiarono nei centri del circondario. 
Nel 1254 vi fu edificato un castello che estese il suo potere nell'area del lago e si scontrò duramente con i comuni di Orvieto e Viterbo. Nel 1269, per volere di papa Bonifacio VIII, venne incamerata nel Patrimonio di San Pietro e, nel corso del Quattrocento, passò sotto il controllo dei Farnese, entrando nel 1537 nel ducato di Castro. 
A causa della malaria, Bisenzo fu gradualmente abbandonata e, nel 1816, con un editto di papa Pio VII, venne unita a Capodimonte. Oggi ne restano solo poche rovine, fra cui la colombaia, scavata nella roccia a picco sul lago.

## Il sito archeologico
Nell'area archeologica di Bisenzo sono stati rinvenuti numerosi manufatti e sepolcreti etruschi sia di fase villanoviana sia delle successive fasi Orientalizzante e Arcaica. Molte tombe sono state saccheggiate e danneggiate dall'azione dei "tombaroli".